# Дхяна
Дхяна (ध्यान) на санскрит или джана (झन) на пали може да се определи или като медитация, или като медитативни състояния. Еквивалентни термини са „Чан“ на китайски, „Дзен“ на японски, „Сеон“ на корейски, „Тиен“ на виетнамски, „Самтен“ и също „Гом“ на тибетски.

## Дхяна в индуизма
В индуизма дхяна се смята за инструмент за постигане на самопознание, отделяйки мая от реалността, за да помогне да се постигне основната цел мокша. Описания на индуистки йоги, правещи дхяна са намирани в древни текстове, статуи и фрески в индийски храмове.

## Дхяна в будизма

### Дхяна в Махаянистката традиция
Значението на дхяна в традицията на Махаяна не може да не бъде подчертано. Дхяна е петото от шестте освобождаващи действия (парамити). Обикновено е определено като „концентрация“, „медитация“ или „медитативна стабилност“. В Китай думата „дхяна“ първоначално се транслитерира като чан-на (禅那; Mandarin: chánnà) и по-късно е съкратена на чан (禅) чрез обща употреба.